# Skivabborre
Skivabborre (Enneacanthus chaetodon) är en art i familjen solabborrfiskar som lever i östra USA. Den är också en populär akvariefisk.

## Utseende
Skivabborren har en hög kropp som är kraftigt ihoptryckt från sidorna, och har sex svarta tvärstreck på ljus botten. Sidorna är dessutom gulfläckiga, och gällocket har en svart fläck. Ryggfenans främre del har omkring 10 taggstrålar med den mittersta längst, medan den bakre delen vanligen har 11 till 12 mjukstrålar. Rygg- anal- och stjärtfenorna är svartfläckiga. Längden kan som mest nå upp till 10 cm, men den är vanligen betydligt mindre.

## Vanor
Arten lever i sjöar och dammar med riklig växtlighet samt lugnvatten i små till medelstora vattendrag, gärna med dy- eller sandbotten. Födan består framför allt av mygglarver, men den tar också andra vatteninsekter, kräftdjur, och andra djurplankton.

### Fortplantning
Leken äger rum under våren, då hanen bygger ett rede av vattenväxter. Han vaktar emellertid inte äggen, utan dessa är semipelagiska, och förs bort av vattenströmmarna.

## Kommersiell betydelse
Skivabborren är en populär akvariefisk som fordrar kallt vatten och ett välplanterat akvarium. Den är dock svår att hålla, eftersom den föredrar levande föda som mygglarver och daphnia. Temperaturen bör ligga kring 4–22°C, och pH mellan 6,5 och 7,5.

## Utbredning
Utbredningsområdet omfattar USA:s östra kuststater från New Jersey till södra Florida. Den har även funnits i Pennsylvania, men anses numera utrotad där. Även i de flesta andra områden är den hotad; i Maryland, Virginia och Georgia är den klassificerad som "critically inperiled" (ungefär akut hotad), och det är endast i New Jersey som den anses någerlunda säker. De främsta orsakerna till nergången anses vara torrläggning av träsk och andra vattensamlingar samt vattenföroreningar.